# Ісак-Дурда Антоніна Іванівна
Антоніна Ісак-Дурда (нар. 15 листопада 1963, с. Приборжавське Іршавського району Закарпатської області) — українська народна скульпторка-художниця.

## Життєпис
Донька майстра Івана Ісака.
У 1983 році закінчила Ужгородське училище прикладного мистецтва за спеціальністю художня кераміка. 
Живе і працює у рідному селі. Має чотирьох дітей. Син Денис та дочка Ольга підтримали родинну традицію.
У роботах майстриня прагне дотримуватися народних традицій. Є постійною учасницею різноманітних виставок та інших заходів. Членкиня Національної спілки майстрів народного мистецтва України з 2012 року. 
Роботи Антоніни Дурди знаходяться в багатьох країнах світу: Німеччині, Австралії, США та приватних колекціях, зокрема у Віктора Ющенка.